# Teatro Verdi (Vicenza)
Il Teatro Comunale Giuseppe Verdi fu il più grande teatro di Vicenza. Venne costruito nel 1886 con il nome di Comunale e nel 1901 assunse la denominazione Verdi a memoria del celebre musicista italiano. Il teatro funzionò fino al 1944, quando a causa di un bombardamento angloamericano venne distrutto insieme al Teatro Eretenio.

## Storia
Agli inizi dell'Ottocento a Vicenza erano presenti principalmente due teatri: il Teatro Olimpico e il Teatro Eretenio. Nel 1828, a due fratelli vicentini, Angelo e Nicola Faggian, venne l'idea di realizzare un anfiteatro in Campo Marzo, all'angolo tra Viale Roma e Viale Verdi. Questo fu realizzato e aperto nel maggio dello stesso anno. Passato di mano all'impresario Martino Pamato, l'anfiteatro fu infine acquisito dal Comune di Vicenza nel 1871, che decise di trasformarlo in un teatro stabile coperto.
Il 4 settembre 1886 il teatro venne inaugurato con l'opera La favorita di Gaetano Donizetti.
Nel 1915 il teatro fu requisito dal regio esercito italiano per usarlo come magazzino. Quest'uso lo danneggiò gravemente, e si fu costretti a riedificarlo completamente nel dopoguerra.
L'opera di riedificazione fu portata avanti dall'architetto Marco Dondi dell'Orologio, che lo fece diventare il più grande teatro della città, superando di conseguenza l'Eretenio, che da quel momento venne relegato sempre di più a rappresentazioni marginali e secondarie, seppur non superato in fatto di acustica.
Il teatro riedificato venne così inaugurato la sera del 16 settembre 1923 con l'opera Otello di Giuseppe Verdi, diretta da Leopoldo Mugnone.
Il teatro Verdi riedificato contava su una capienza di 2280 posti, così ripartiti: 1200 in platea, 500 nelle gallerie e 600 nel loggione in alto. Caratteristica particolare di quest'ultimo è la forma ad anfiteatro, molto simile a quella della platea del Teatro Olimpico. Nel nuovo teatro era presente la fossa per l'orchestra, che poteva ospitare 72 musicisti al suo interno. Il palcoscenico era alto 18 metri, largo 23 metri e profondo 19 metri, con 17 camerini.
Da quel momento in poi il teatro vide sempre di più aumentare la sua fama, diventando uno dei principali teatri d'Italia, portando a Vicenza i più importanti attori dell'epoca e arrivando a collaborare con il Teatro alla Scala di Milano per la realizzazione di alcune rappresentazioni.
La sera del 2 aprile 1944, alle 21:30, un bombardamento angloamericano distrusse il Verdi, assieme al Teatro Eretenio, distante circa quattrocento metri. Gli ultimi resti del teatro Verdi sono le statue poste sul cornicione di quest'ultimo, conservate ora nel giardino dell'Olimpico.
Sul sedime del Verdi è stato realizzato negli anni novanta-duemila un parcheggio sotterraneo da 490 posti.